# Teatro Nacional D. Maria II
Teatro Nacional D. Maria II är en teater i Lissabon i Portugal, invigd 1846. Det är Portugals nationalteater. 
Teatern uppfördes mellan 1842 och 1846. Då den uppfördes övertog den talscenen från Teatro Nacional de São Carlos, som i fortsättningen enbart fungerade som operahus. 